# Олія трояндового дерева

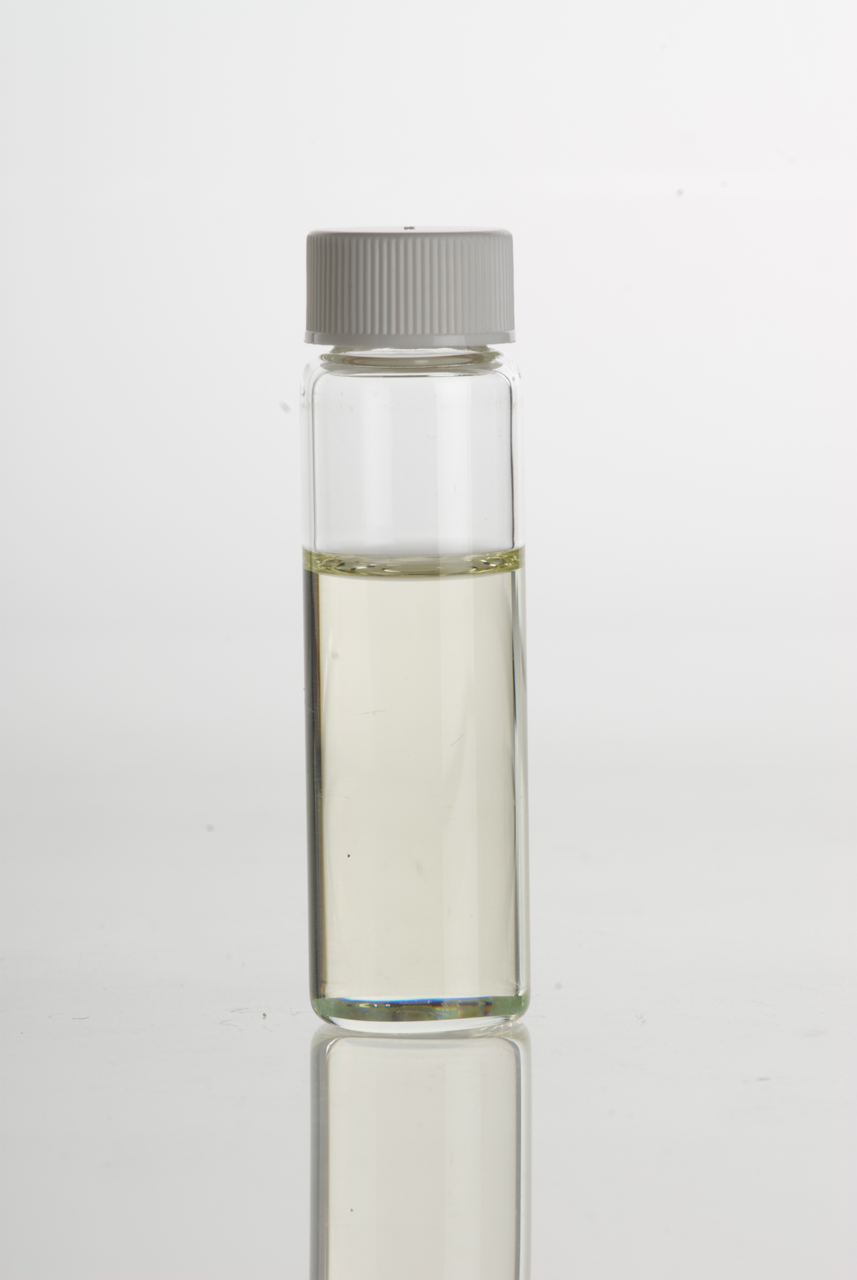
Олія трояндового дерева

Олія трояндового дерева — ефірна олія, міститься в деревині трояндового  дерева (Aniba rosaeodora  var. amazonica A.Ducke ,  Aniba parviflora ,  Ocotea candata  і Protium altissimum), що росте в Бразилії, Перу і у Французькій Гвіані.

## Властивості
Ефірна олія трояндового дерева — безбарвна або світло-жовта рідина, що має деревно-квітковий запах з відтінком камфори. Розчинна в етанолі (1: 5 - в 60% -м), бензилбензоаті, діетілфталаті, рослинних оліях, пропіленгліколі; погано розчиняється в гліцерині; нерозчинна у воді. Щодо стійко в присутності органічних кислот.
| {\displaystyle {\mbox{d}}_{20}^{20}} | {\displaystyle [{\mbox{n}}]_{\mbox{D}}^{20}} | {\displaystyle [\alpha ]_{\mbox{D}}^{20}} |
| ------------------------------------ | -------------------------------------------- | ----------------------------------------- |
| 0,872 ÷ 0,880                        | 1,462 ÷ 1,468                                | -3 ÷ +4                                   |

## Хімічний склад
Склад олії маловивчений, в олії виявлені: цінеол (до 10%), дипентен, метілгептенол, гераніол, нерол, ліналоол, α-терпинеол, ізовалеріановий альдегід, метілгептенон, n-метоксиацетофенон, деякі сесквітерпенові спирти і кетони та інші компоненти.

## Отримання
Отримують з подрібненої і попередньо вимоченої деревини шляхом відгону з парою, вихід олії до 1,2%.
Основний виробник — Бразилія.

## Застосування
Застосовують як компонент ароматизаторів для мила та косметичних виробів. Для виділення ліналоола.